# Podabrus ohshirakawanus
Podabrus ohshirakawanus es una especie de coleóptero de la familia Cantharidae.

## Distribución geográfica
Habita en Japón.